# أنتوني تشافيز
أنتوني تشافيز (بالإنجليزية: Anthony Chavez)‏ هو لاعب كرة قاعدة أمريكي، ولد في 22 أكتوبر 1970 في ترلوك في الولايات المتحدة.

## وصلات خارجية
- أنتوني تشافيز على موقع دوري كرة القاعدة الرئيسي (الإنجليزية)
- أنتوني تشافيز على موقعبيزبول رفرنس.كوم (الدوري الرئيسي) (الإنجليزية)